# Meksyk na Zimowych Igrzyskach Olimpijskich 2002
Meksyk na Zimowych Igrzyskach Olimpijskich 2002 reprezentowało trzech zawodników.

## Skeleton
- Luis Carrasco (25. miejsce)

## Bobsleje
- Roberto Tamés, Roberto Lauderdale (35. miejsce)